# FERT

Pequenas armas do Reino da Itália (1890), contendo o lema FERT no colar da Ordem Suprema da Santíssima Anunciação

FERT (às vezes triplicado: FERT, FERT, FERT) é o lema da Casa de Saboia, do Condado de Saboia, do Ducado de Saboia, do Reino da Sardenha, do Reino da Itália e do Reino da Albânia sob ocupação italiana, tendo sido adotado pelo duque Vítor Amadeu II (1666 – 1732).
Apareceu pela primeira vez no colar da Ordem Suprema da Santíssima Anunciação, ou Ordine Supremo della Santissima Annunziata, a principal ordem dinástica do reino. Deixou de ser uma ordem nacional quando a Itália se tornou uma república em 1946. A ordem permanece sob a jurisdição do chefe da Casa de Saboia, no entanto, como Soberano hereditário e Grão-Mestre.
O significado da sigla tem sido motivo de alguma controvérsia, para a qual várias interpretações foram oferecidas. Acredita-se que o lema seja um acrônimo de:
- Fortitudo Eius Rhodum Tenuit (latim: 'Sua força conquistou Rodes' ou 'Por sua bravura ele manteve [ou ocupou] Rodes'), referindo-se à vitória de Amadeu V de Saboia (1249–1323), que lutou contra os sarracenos no cerco de Rodes de 1315;[5]
- Foedere et Religione Tenemur (latim: 'O tratado e a religião nos unem');
- Fortitudo Eius Rempublicam Tenet (latim: 'Sua bravura [ou força] preserva [ou defende] o Estado'); ou ainda
- Fides Est Regni Tutela (latim: 'A fé é a protetora do [nosso] Reino').

Também foi sugerido que as letras são, na verdade, a palavra latina fert (terceira pessoa do singular do presente ativo indicativo de ferre), significando '[ele/ela/isso] sofre/suporta', possivelmente referindo-se a Cristo carregando os pecados do mundo.
Uma paródia em francês de FERT foi feita pelos vizinhos de Saboia com o significado de Frappez, Entrez, Rompez Tout ('ataque, entre, quebre tudo'), referindo-se à sua tendência em realizar chevauchées.

## Galeria

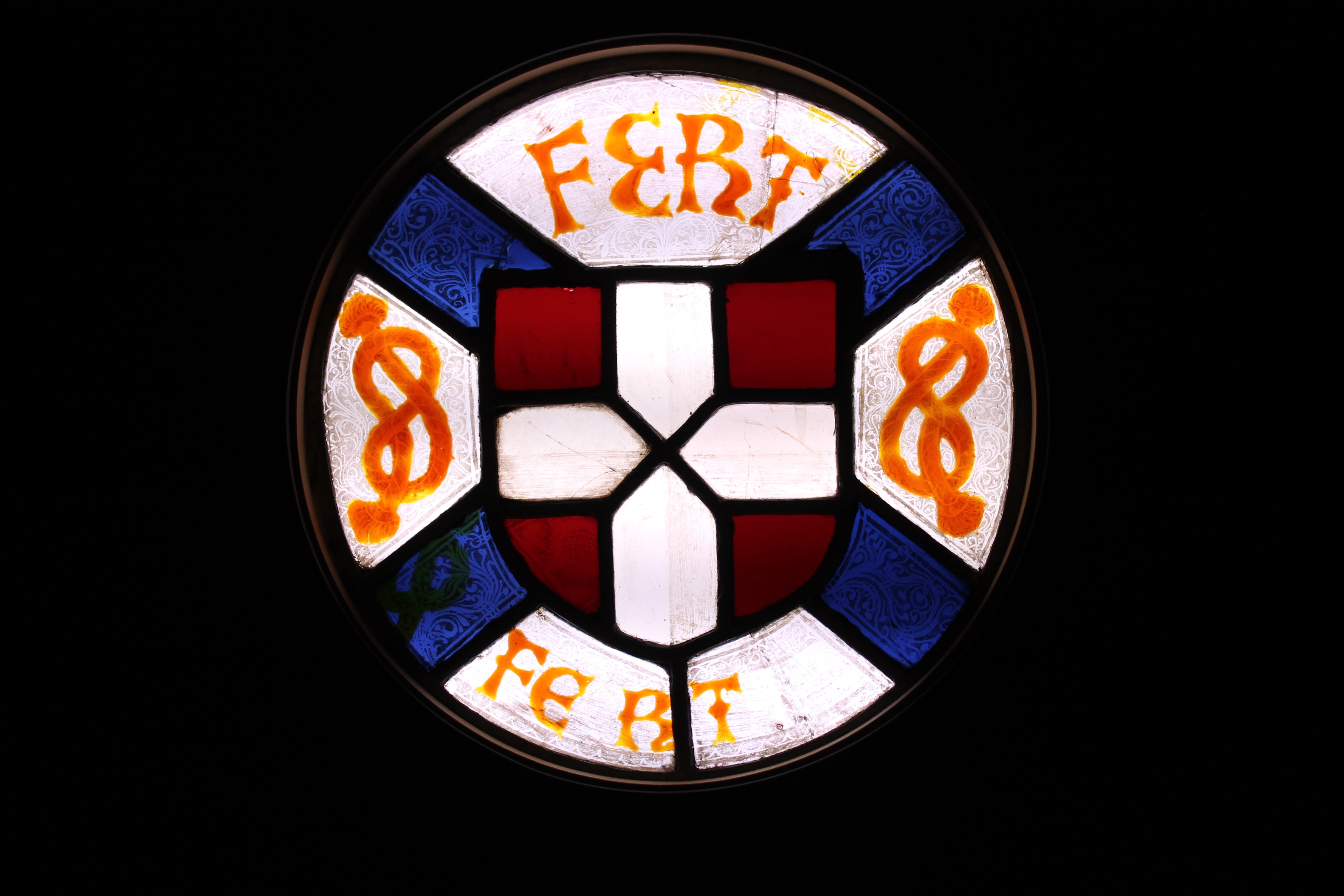
Vitral com o brasão de armas de Amadeu VIII, Duque de Saboia
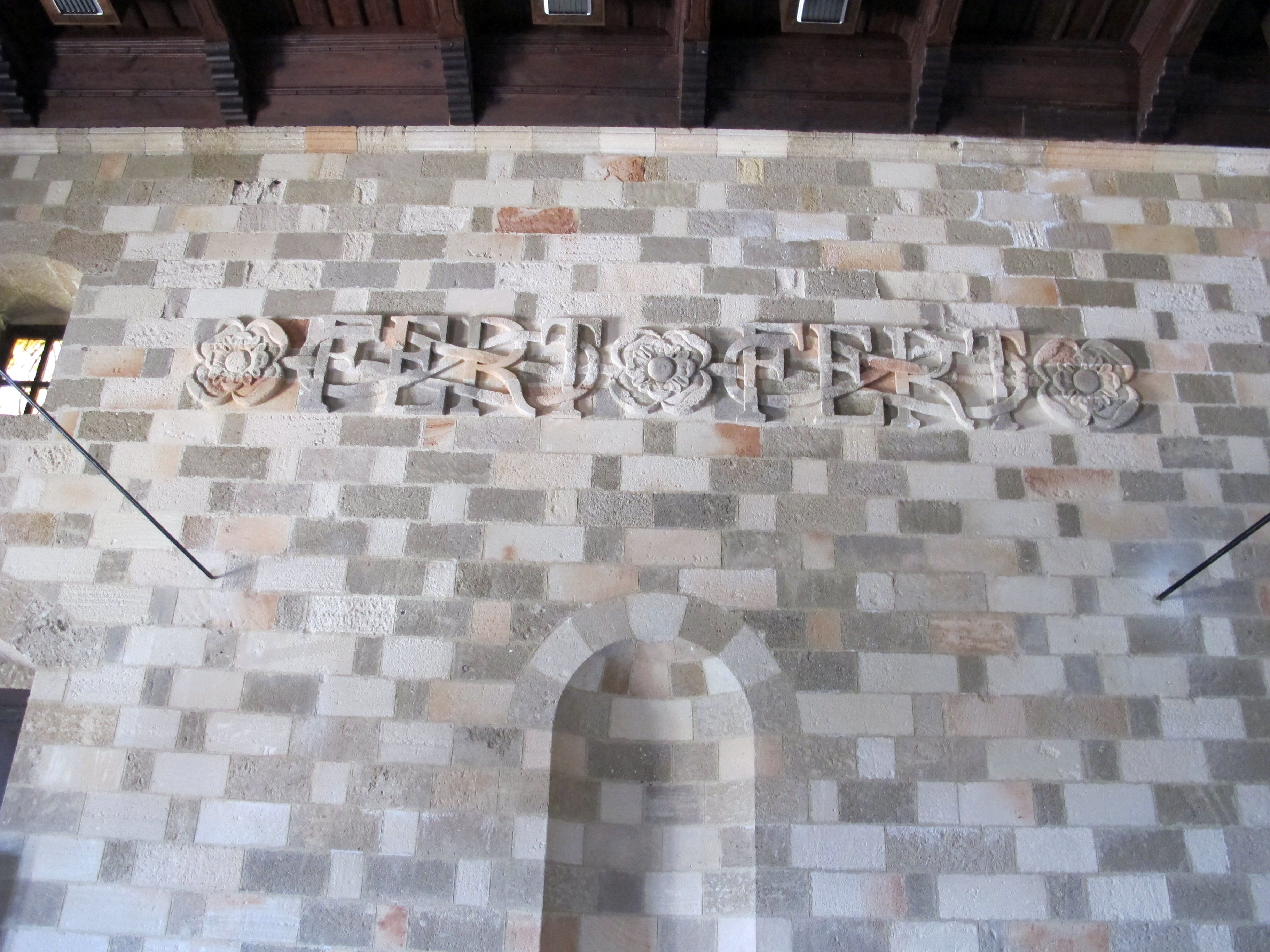
O lema no salão principal do Palácio do Grão-Mestre dos Cavaleiros de Rodes